# Haemaphysalis obesa
Haemaphysalis obesa este o specie de căpușe din genul Haemaphysalis, familia Ixodidae, descrisă de Larrousse în anul 1925. Conform Catalogue of Life specia Haemaphysalis obesa nu are subspecii cunoscute.